# Antonio Chua
Antonio Chua (* 1954; † 26. September 2009 in Marikina City, Philippinen) war ein philippinischer Sportfunktionär.

## Biografie
Chua war als Fußballspieler selbst sportlich aktiv und bis 2007 auch Vizepräsident des Philippinischen Fußballverbandes.
Seine große sportliche Leidenschaft galt aber dem Basketball und war zuletzt Teammanager der Baroko Bull Energy Boosters, die während seiner Tätigkeit drei Titel seit ihrer Zugehörigkeit zur Philippine Basketball Association (PBA) im Jahr 2000 gewannen. In der Spielsaison 2007/08 war er schließlich selbst Vorsitzender der PBA.
Chua starb in der pazifischen Taifunsaison durch die Auswirkungen des Taifuns Ketsana (Ondoy) am 26. September 2009.